# Polska Organizacja Wojskowa Zaboru Pruskiego
Polska Organizacja Wojskowa Zaboru Pruskiego – tajna organizacja wojskowa w Wielkopolsce której celem była walka o przyłączenie zaboru pruskiego do odzyskującej niepodległość Polski. 

## Historia
Powstała z inicjatywy Wincentego Wierzejewskiego jesienią 1917 r. w Poznaniu, była odrębna od Polskiej Organizacji Wojskowej w Królestwie Polskim, mimo że utrzymywała z nią kontakty. Wywodziła się z tajnych i półtajnych organizacji harcerskich, jednak dążyła do wcielenia w swoje szeregi dezerterów z armii zaborczych oraz innych członków. Polska Organizacja Wojskowa Zaboru Pruskiego opierała się na dziesiątkach (zastępach), szeregowi członkowie poszczególnych oddziałów nie znali się, co miało chronić organizację przed infiltracją.
15 lutego 1918 r. w Poznaniu, w gmachu muzeum zaprzysiężono pierwszą dziesiątkę POW zp., znaleźli się w niej: Alfons Gorzelańczyk, Mieczysław Kucharski, Stanisław Saroszewski, Józef Ratajczak, Roman Skoraszewski, Leonard Skowroński i Sylwester Węglarz. Wiosną 1918 r. zaprzysiężono kolejne grupy: Bronisława Drwęskiego, Jana Kąkolewskiego, Franciszka Piechowskiego, Stanisława Powalisza i Bohdana Szeffera. W połowie 1918 r. POWZP liczyła ok. 80 członków. Liczba członków organizacji znacznie wrosła po ogłoszeniu latem 1918 r. mobilizacji rocznika 1900. Aby ustrzec organizację skautową przed represjami Wierzejewski oddzielił prace wojskowe (Organizacja Bojowa) od harcerskich, które prowadził Henryk Śniegocki.

Do kierowania jej pracami powołano 2 sierpnia 1918 r. Radę Jedenastu, w której skład weszli: Wincenty Wierzejewski, Mieczysław Andrzejewski, Henryk Śniegocki, Zygmunt Wiza, Antoni Fiedler, Józef Billski, Jan Kalinowski, Maksymilian Kozłowski, Leon Błaszak, Paweł Wereszczycki i Stanisław Wereszczycki. Komendantem organizacji pozostawał przez cały ten czas Wierzejewski (II - XI 1918). W listopadzie 1918 r. organizacja liczyła 2032 członków.  Wysunięto wówczas hasło natychmiastowego oderwania Wielkopolski od Niemiec.
Ożywienie POWZP nastąpiło po 10 listopada 1918 r, gdy komendę organizacji przejął Mieczysław Andrzejewski, podlegający od tej pory ppor. Mieczysławowi Paluchowi, odpowiedzialnemu za sprawy POWZP w Komisariacie Naczelnej Rady Ludowej. Działacze organizacji w drodze zamachu przejęli 13 listopada 1918 r. kontrolę nad poznańską Radą Robotniczo-Żołnierską oraz utworzyli Tajny Sztab Wojskowy, który prowadził działania wywiadowcze oraz werbował polskich oficerów i gromadził broń. Członkowie organizacji stanowili kadrę sił powstańczych w powstaniu wielkopolskim.
Polska Organizacja Wojskowa Zaboru Pruskiego została rozwiązana w styczniu 1919 r., po zakończeniu powstania sukcesem.